# Aeonium holochrysum
La pastelera (Aeonium holochrysum) es una sp. suculenta, subtropical del género Aeonium en la familia de las crasuláceas.

Vista de la planta

## Descripción
Es un arbusto ramificado que alcanza los 100 (200) cm de altura. Las hojas surgen de una roseta de 30 cm de diámetro máximo. Las inflorescencias aparecen en julio y agosto y son de color amarillo, con forma de cúpula aplanada. Algunas poblaciones de la isla de La Palma tienen hojas secas que se mantienen en el tallo durante mucho tiempo han sido mal interpretadas como de esta especie. De hecho, es una especie claramente separada (Aeonium vestitum). 

## Taxonomía
Aeonium arboreum fue descrita por Webb & Berthel. y publicado en Histoire Naturelle des Îles Canaries 2(1): 194 1841.
Etimología
Ver: Aeonium
holochrysum: epíteto
Sinonimia
- Sempervivum holochrysum (Webb et Berth.) Webb et Berth.[2]